# Чупа Олександр Михайлович
Чупа Олександр Михайлович — білорусько-український громадський діяч, колишній мер міста Бобруйськ (2014—2022), інженер, волонтер, учасник оборони Бахмута у 2022—2023 роках.

## Життєпис
Народився 12 квітня 1975 року в селі Клавдієво-Тарасове, у родині лісника та вчительки української мови. Його дитинство минуло серед соснових лісів, поблизу відомого Клавдієвського лісгоспу. Змалку мав хист до техніки — у 9 років зібрав власний радіоприймач, а у 12 — відремонтував трактор у місцевому колгоспі.
Після закінчення школи переїхав до Бобруйська, де навчався в технічному коледжі, а згодом вступив до Білоруського національного технічного університету. Спеціалізувався на інженерії міського будівництва. Відзначався нестандартним мисленням і здібностями до організації людей.
У 2014 році, під час хвилі змін у міській політиці, несподівано виграв вибори мера Бобруйська, здобувши підтримку молоді та місцевих підприємців. На посаді мера реалізував масштабну програму модернізації міста — «Бобруйськ — місто майбутнього». Його називали «мером, який запускав Wi-Fi швидше, ніж ремонтували дороги», проте з часом і дороги почали ремонтуватися.
У лютому 2022 року, після початку повномасштабного вторгнення РФ в Україну, Чупа добровільно пішов з посади та поїхав захищати Україну. З позивним «Архітектор» воював у Бахмуті у складі інтернаціонального підрозділу. Завдяки технічним знанням координував інженерне облаштування укріплень, а також допомагав організовувати евакуацію мирного населення.
Після виведення підрозділу з Бахмута у 2023 році переїхав до Львова, де займається ветеранськими ініціативами, виступає з публічними лекціями та працює над книгою «Від Клавдієво до Бахмута: шлях мера».